# Sascha Grabow

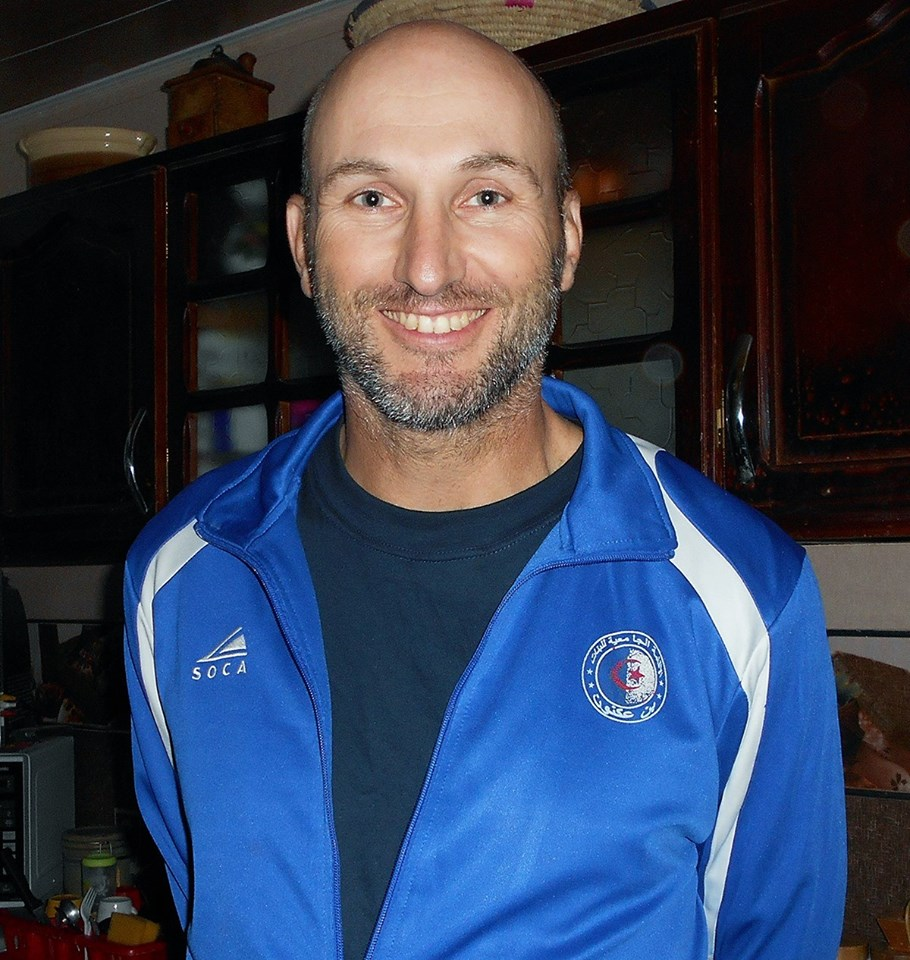
Sascha Grabow (2015)

Sascha Grabow (geboren am 15. Januar 1968 in Wolfsburg) ist ein deutscher Globetrotter, Autor und Fotograf, der zwischen 1987 und 2016 jedes Land der Welt besuchte. Grabow ist Getty-Images-Fotograf.

## Leben
Sascha Grabows Vater ist Englisch- und Geschichtslehrer, seine Mutter eine Aquarellmalerin. Er verbrachte seine Kindheit in Waiblingen, Baden-Württemberg, und besuchte die Grundschule in Untergruppenbach, später das Herzog-Christoph-Gymnasium in Beilstein.
Grabow trampte im Alter von 17 Jahren erstmals allein nach Italien, um dort ganzjährig Tennis trainieren zu können. Da er kein Italienisch sprach, begann er seinen Schwerpunkt darauf zu legen, jeweils die lokale Sprache zu lernen, wenn er während der nächsten 30 Jahre in ein neues Land reiste.
Um seine Reisen zu finanzieren, arbeitete er zeitweise als Tennistrainer. Dabei traf er Sponsoren, die ihm die erste Turnierreise rund um die Welt in den Jahren 1992 und 1993 ermöglichten, wobei er sich auch seine ersten Weltranglistenpunkte sicherte. Auf der ITF Future Tour und der ATP Challenger Tour blieb er in seiner Karriere ohne Sieg im Hauptfeld. Seine beste Platzierung war der 920. Rang.
Er verbringt durchschnittlich elf Monate im Jahr auf Reisen. Im Jahr 2016 besuchte er Somalia, seinen letzten der 193 UN-Staaten.

## Veröffentlichungen
- Sascha Grabow: Traveling – 30 Years Around The Planet. Amazon, 2016, ISBN 978-1-5212-1604-0 / ISBN 978-1-5407-8266-3.
- Sascha Grabow: Ayeyarwaddy Blues – Burmese Contemporary Poems. Amazon, 2018, ISBN 978-1-79277-367-9.
- Sascha Grabow: Leikam & Schick – Zwei Schicksale zu Zeiten der Nazis. Amazon, 2020, ISBN 979-8-5850-9107-0.